# Верезумський
Верезумський — колишній хутір у Андрушівській волості Житомирського повіту Волинської губернії та Нехворощанській сільській раді Андрушівського району Житомирської і Бердичівської округ.

## Населення
Відповідно до перепису населення СРСР 17 грудня 1926 року, чисельність населення становила 5 осіб, з них 3 чоловіків та 2 жінки; етнічний склад: українців — 5. Кількість домогосподарств — 1.

## Історія
Заснований 1912 року. До 1917 року входив до складу Андрушівської волості Житомирського повіту Волинської губернії.
До червня 1925 року входив до складу Андрушівського району Житомирської округи. У червні 1925 року Андрушівський район передано до складу Бердичівської округи. Відстань до центру сільської ради, с. Нехворощ — 3 версти, до районного центру, містечка Андрушівка — 8 верст, до окружного центру у Бердичеві — 25 верст, до найближчої залізничної станції, Андрушівка — 8 верст.
Знятий з обліку населених пунктів до 1 жовтня 1941 року.